# Ванеса Монфорт
Ванеса Монфорт (на испански: Vanessa Montfort) е испанска журналистка и писателка – драматург и романист, авторка на произведения в жанровете съвременен, любовен, исторически роман).

## Биография и творчество
Ванеса Монфорт е родена на 4 юни 1975 г. в Барселона, Испания. Баща ѝ е американец. Живее от детството си в Мадрид. Завършва с бакалавърска степен информационни науки и с магистърска степен комуникация и изкуство от Мадридския университет Комплутенсе.
Започва литературната си кариера в университетските години през 1999 г. с пиесата Quijote Show. Следват пиесите ѝ „Пейзаж“ от 2003 г. и „Предопределени сме да сме ангели“ от 2006 г.
През 2006 г. е издаден първият ѝ роман „Тайната съставка“ (El ingrediente secreto). Той е адмириран от критиката и читателите и получава наградата „Атенео де Севиля“ за дебют.
През 2007 г. представя пиесите си Flashback, La cortesía de los ciegos и La mejor posibilidad de ser Alex Quantz в Кралския театър в Лондон.
През 2010 г. романът ѝ „Митология на Ню Йорк“ (Mitología de Nueva York) е удостоен с наградата „Атенео де Севиля“, а през 2015 г. получава наградата на град Сарагоса за историческия си роман „Легендата за острова без глас“ (La leyenda de la isla sin voz).
Заедно с режисьора Мигел Ламата основава през 2015 г. Bemybaby Films, който продуцира през 2016 г. филма „Нашите любовници“ с участието на Едуардо Нориега, Мишел Дженър и Феле Мартинес.
Романът ѝ „Жените, които купуват цветя“ от 2016 г. представя живота на пет жени, които се срещат в цветарския магазин „Градината на ангела“ и постепенно под влияние на собственичката Оливия се променят.
Ванеса Монфорт преподава творческо писане в учебния център Novelistas в Мадрид.

## Произведения

### Самостоятелни романи
- El ingrediente secreto (2006) – XI награда „Атенео де Севиля“ за първи роман
- Mitología de Nueva York (2010) – XLII награда „Атенео де Севиля“ за роман
- La leyenda de la isla sin voz (2014) – награда на град Сарагоса за 2015 г. за исторически роман
- Mujeres que compran flores (2016)
Жените, които купуват цветя, изд.: ИК „Изток-Запад“, София (2018), прев. Мариана Китипова

### Пиеси
- Quijote Show (1999)
- Paisaje Transportado (2003)
- Estábamos destinadas a ser ángeles (2006)
- Flashback (2007)
- La cortesía de los ciegos (2008)
- La mejor posibilidad de ser Alex Quantz (2008)
- Sirena Negra Monólogo musical (2013)
- Chalk land (2013)
- Balboa (2013)
- El Galgo (2013)

### Екранизации
- 2015 Sirena Negra – история
- 2014 Mapa de recuerdos de Madrid – документален филм